# Andreas Hartknopfs Predigerjahre
Andreas Hartknopfs Predigerjahre ist ein Roman von Karl Philipp Moritz. Er erschien 1790 beim Verlag Unger in Berlin, als Fortsetzung zum Roman Andreas Hartknopf von 1786.

## Handlung
Nachdem Andreas Hartknopf sein Theologiestudium in Erfurt abgeschlossen hat, verabschiedet er sich von seinem Freund, dem namenlosen Ich-Erzähler des Romans, um eine Pfarrstelle in dem Dorf Ribbeckenau und dessen kleinerem Nachbardorf Ribbeckenäuchen anzutreten. Dort ist der bisherige Pfarrer verstorben und Hartknopf wird von dem Küster Ehrenpreiß in Empfang genommen. Bei seiner ersten Predigt in Ribbeckenau stößt er auf der Kanzel mit dem Kopf an eine den Heiligen Geist darstellende hölzerne Taube, die daraufhin zu Boden fällt. Dieses Missgeschick zerstört den positiven ersten Eindruck, den er bei seiner Gemeinde hinterlassen wollte, und die meisten Bewohner des Dorfes bleiben ihm gegenüber immer skeptisch. In Ribbeckenäuchen, wo er dieselbe Predigt hält, gibt es kein Missgeschick und er wird viel freundlicher aufgenommen. Gegenüber der Kirche in Ribbeckenäuchen leben der Pächter Heil und seine zwanzigjährige Schwester Sophie Erdmuth, bei denen Hartknopf freundlich aufgenommen wird und zu denen sich im Lauf der Zeit eine Freundschaft entwickelt. Eine weitere wichtige Bezugsperson ist für Hartknopf der Herr von G., ein achtzigjähriger adliger Herr, der Hartknopfs Vater gekannt hatte und ihm nun die Predigerstelle verschaffte.
Auf dem Heimweg von einem Besuch bei Herrn von G. lernt Hartknopf den Grobschmied Kersting kennen. Trotz seiner medizinischen Fähigkeiten (bei der Behandlung von Pferden und Menschen) lebt er das bescheidene Leben eines einfachen Schmieds. In Ribbeckenau ist er, wie Hartknopf, ein Außenseiter. Die beiden verbindet schon bald eine enge Freundschaft.
Der Ich-Erzähler besucht Hartknopf in Ribbeckenau, als anlässlich des hundertjährigen Jubiläums der Kirche ein Fest gefeiert wird. Beim Festgottesdienst gibt es ein ähnliches Missgeschick wie bei Hartknopfs Antrittspredigt, als der Chor durch einen herabfallenden goldenen Engel aus dem Takt kommt und dadurch die Wirkung von Hartknopfs „Hallelujah“ zunichtemacht.
Hartknopf hat sich inzwischen in der Pfarrwohnung von Ribbeckenau eingelebt, bepflanzt seinen Garten, und nun hält er beim Pächter Heil um die Hand von Sophie Erdmuth an. Die beiden heiraten, und abgesehen von dem latenten Dauerkonflikt mit dem Küster Ehrenpreiß scheint Hartknopf ein stilles, genügsam-glückliches Leben zu führen. Als Kersting einmal das neuvermählte Paar besucht, deutet sich an, dass dieser selbst gerne Sophie geheiratet hätte, aber zugunsten seines Freundes verzichtet hat.
Eines Tages besteigt Hartknopf bei einer Wanderung einen Hügel, von dem er seine beiden Dörfer überblicken kann, und es schaudert ihn bei dem Gedanken, dass sein ganzes Leben in diesem kleinen Kreis ablaufen soll, ohne dass bis zu seinem Tod noch etwas entscheidend Neues passieren könnte. Von da an führt er einen „inneren Kampf“ mit sich, den er sich aber nicht anmerken lässt. Später wird Sophie schwanger und bringt einen Sohn zur Welt.
Statt Hartknopfs Geschichte weiter zu erzählen, reflektiert der Erzähler nun über allgemeine Fragen wie etwa das Verhältnis zwischen Freundschaft und Liebe, über Opferbereitschaft und Trennung. Was sich dadurch nur andeutet, wird in den nächsten Kapiteln zur Gewissheit: Hartknopfs Geist ist nicht für das beschauliche Leben des Dorfpfarrers gemacht. Sophie muss erkennen, dass sie trotz ihrer Liebe ihn nicht glücklich machen und ihn nicht für immer in Ribbeckenau halten kann. Die beiden lassen sich scheiden, Hartknopf gibt seine Pfarrstelle auf und zieht ohne festes Ziel hinaus in die Welt. Ehrenpreiß, der die Bauern gegen Hartknopf aufhetzte, schreibt sich fälschlicherweise selbst Hartknopfs Weggang aus dem Dorf zu.

## Erzählstil
Der Ich-Erzähler des Romans erlebt Hartknopfs Leben nicht aus der Nähe mit, sondern gibt nur wieder, was er aus Briefen oder bei wenigen Besuchen erfahren hat. Einerseits nutzt Moritz diese Erzählhaltung, um durch „eine Lücke in Hartknopfs Geschichte“ die Einzelheiten der Trennung zwischen Sophie und Hartknopf zu überspringen. Andererseits gibt der Erzähler stellenweise sehr private Gedanken Hartknopfs wieder, was der Fiktion eines Erzählens „aus der Ferne“ zu widersprechen scheint.
Im ersten Kapitel wird gesagt, die dargestellten Erlebnisse stellten eine Art Prüfung für Hartknopf dar: „Durch diese Klemme mußte Hartknopfs Leben selbst noch durchgehen, ehe es ungehemmt in seinem vollen Glanze leuchten und wohltätige Klarheit um sich her verbreiten konnte.“ Daher liegt die Vermutung nahe, dass ein weiterer Teil geplant war, der jedoch nie realisiert wurde.

## Rezeption
„Bald hoch einherfliegende Phantasie, bald weisheitsvolle Aphorismen, jetzt Rührung des Herzens, und dann Erschütterung des Zwerchfells, Naturzüge und Bitzarerien [sic] der Laune, Neuheit der Bilder und Kühnheit der Gedanken geben auch dieser Fortsetzung der Hartknopfischen Biographie das Gepräge der Originalität.“